# St Martin-on-the-Hill
Pour les articles homonymes, voir Église Saint-Martin.
Ne doit pas être confondu avec St Martin-in-the-Fields (Londres).
St Martin-on-the-Hill est une église paroissiale de l'Église d'Angleterre (anglo-catholicisme) située à  Scarborough dans le comté du Yorkshire du Nord.

## Architecture
L'église est construite entre 1862 et le 11 juillet 1863 sur les plans de l'architecte néogothique George Frederick Bodley. Elle est constituée d'une façade à double pente, d'un clocher-tour commandant l'entrée au nord, d'une nef à claire-voie et collatéraux et d'un chœur. Le pignon ouest est orné d'une rosace. 
Le 16 décembre 1914, l'église est l'un des nombreux bâtiments de Scarborough endommagés lors du bombardement allemand de la ville (en). Le raid a eu lieu juste au moment où le service de communion de 8 heures commençait. Malgré le bruit et les dégâts, le révérend Charles Mackarness (en) a poursuivi l'office. Plus tard ce jour-là, le mariage de Richard Horsley et Winnifred Duphoit s'est déroulé comme prévu.

## Mobilier

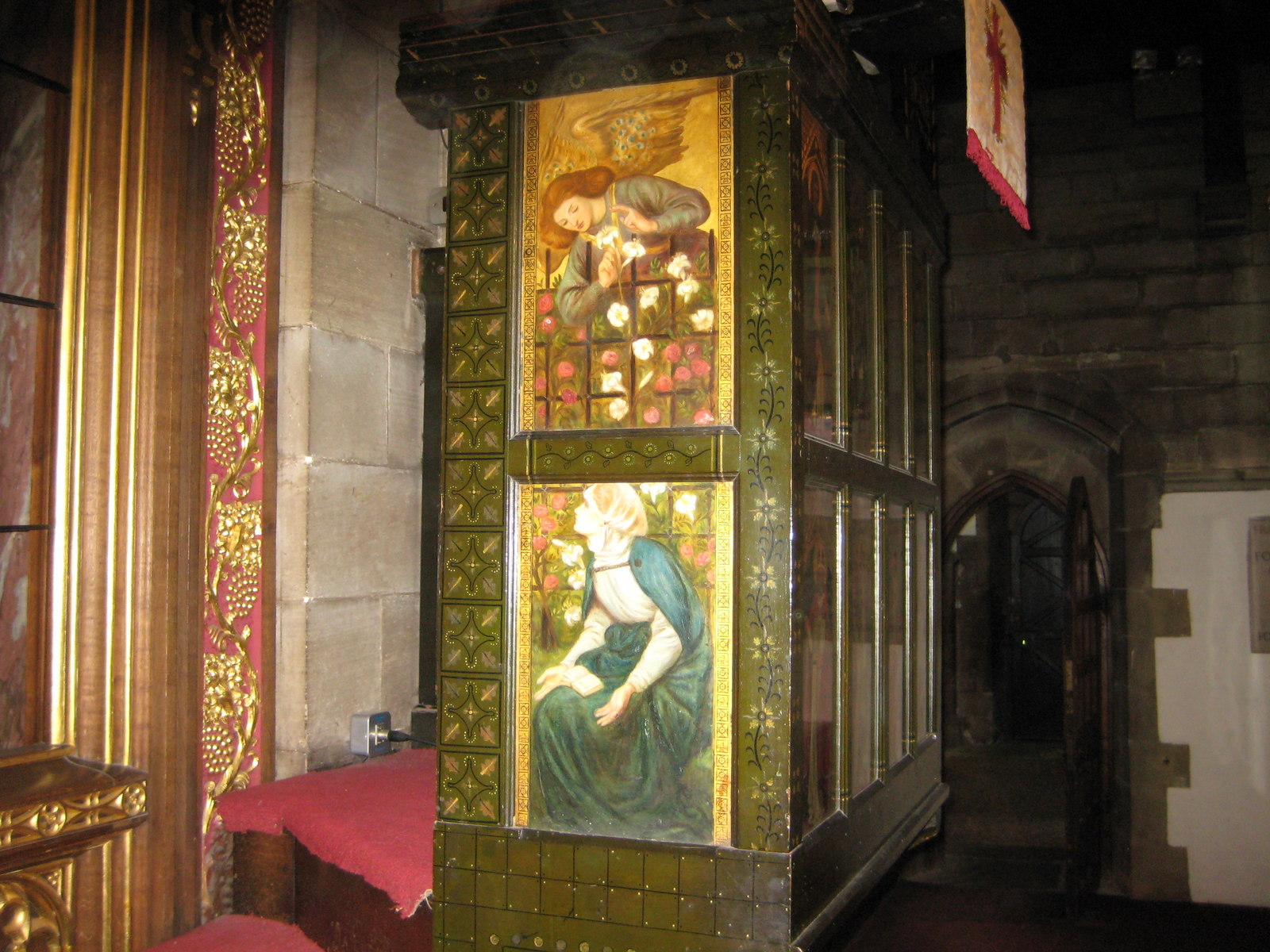
Panneaux de la chaire, Dante Gabriel Rossetti.

Une grande partie de la décoration et des vitraux est créée par l'entreprise Morris & Co. (en) qui a réalisé les premiers travaux. 
La décoration du plafond du chœur est de William Morris et Philip Webb. 
La chaire est décorée de dix panneaux peints par les préraphaélites Dante Gabriel Rossetti, Ford Madox Brown et William Morris.
Le mur à l'arrière de l'autel présente l'Adoration des Mages d'Edward Burne-Jones. 
Le jubé et les panneaux du retable, ajout ultérieur de George Frederick Bodley, datent de 1889. Ils sont peints par Charles Edgar Buckeridge (en). 

Jubé et panneaux du retable à l'arrière de l'autel
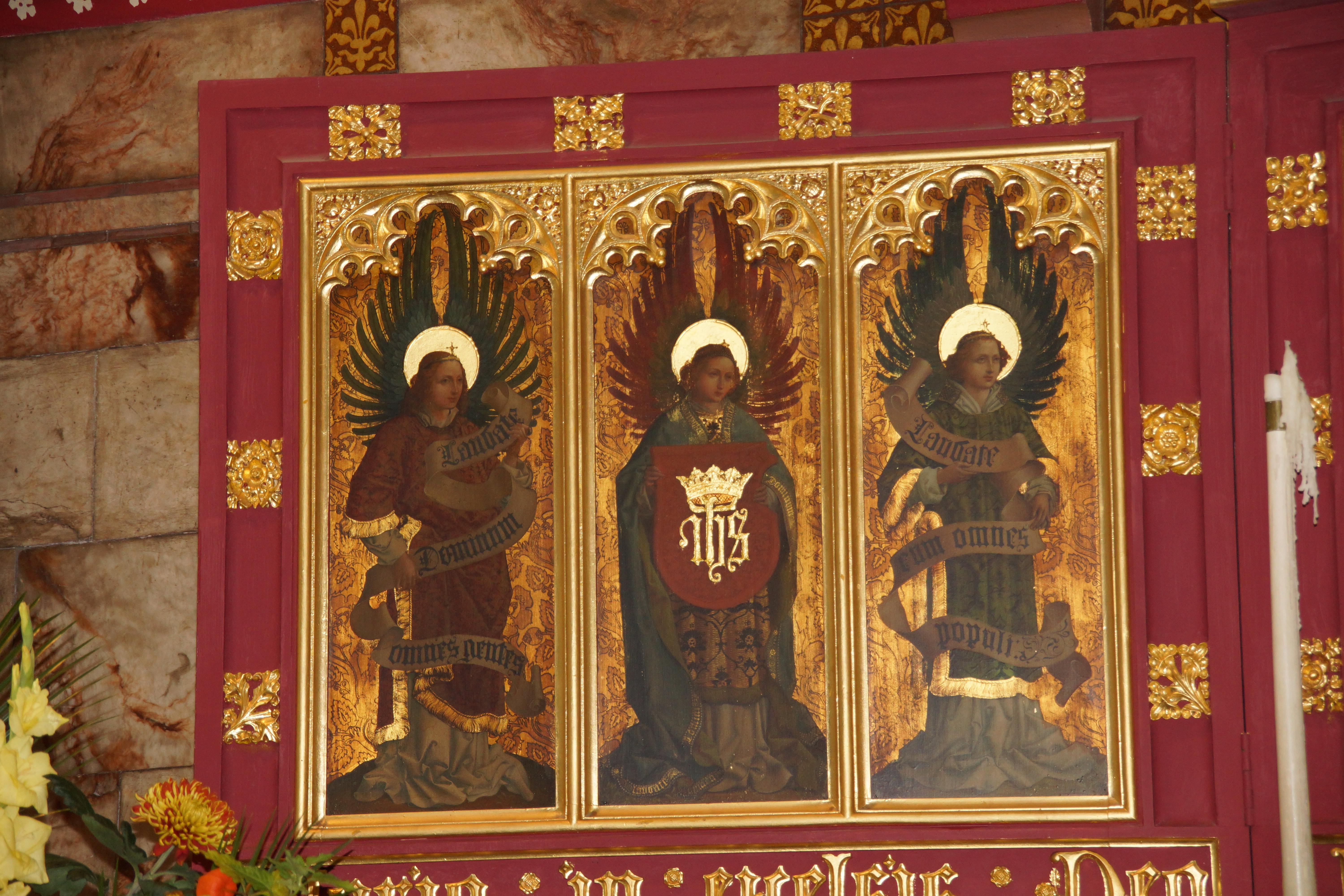
Panneau de gauche
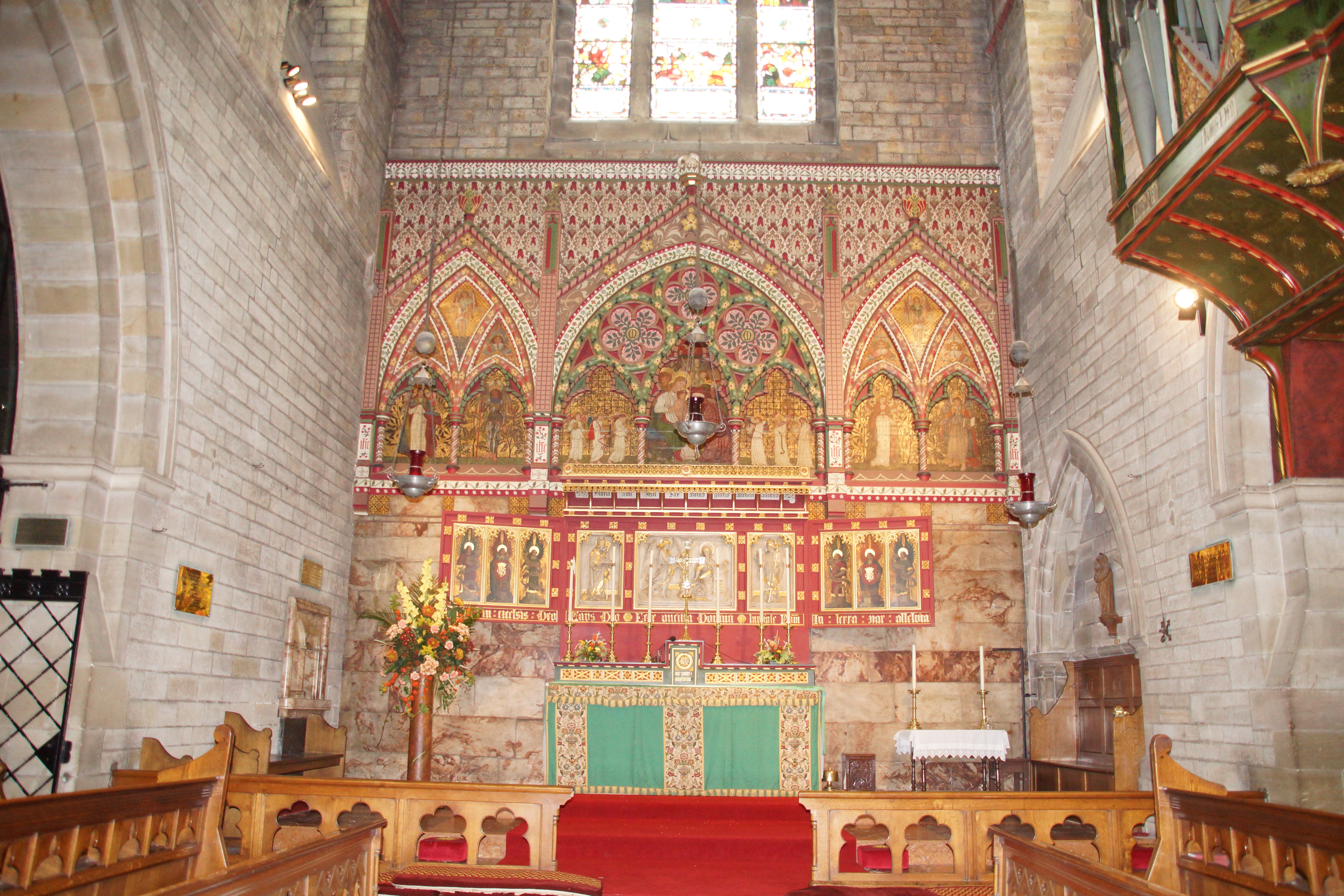
Jubé
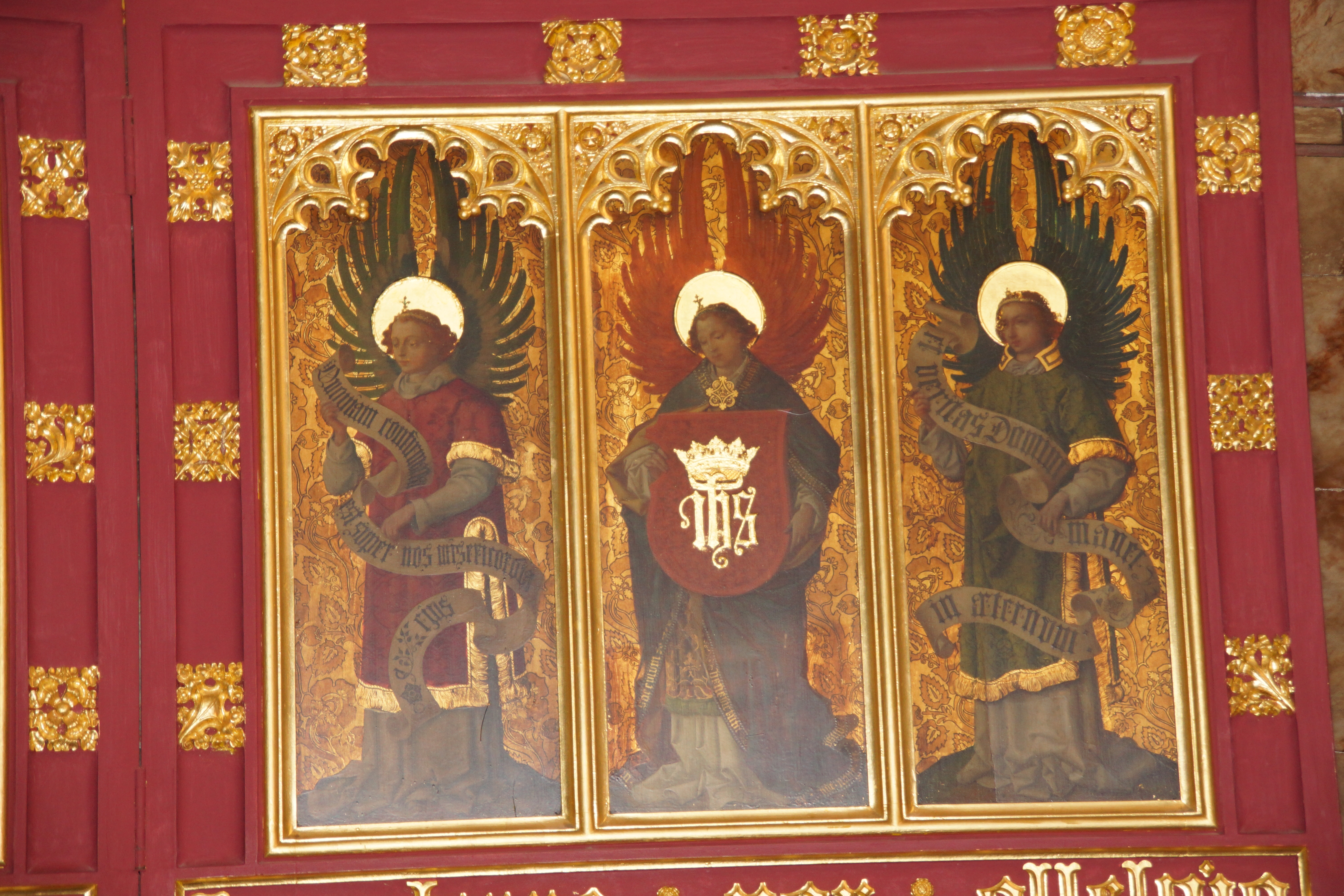
Panneau de droite

## Orgue
Un orgue est installé en 1875 par les constructeurs Harrison and Harrison (en). Il est par la suite transféré à l'église de la Sainte Trinité à Sunningdale dans le Berkshire. L'orgue actuel conçu par Bodley est installé par la firme londonienne d'Henry Willis (en). Les peintures sur le soubassement du buffet sont réalisées par John Roddam Spencer Stanhope
Organistes
- 1875–1880 : Dr William Creser
- 1908–1914 : Charles Hylton Stewart (en)
- 1914–1915, 1918–1919 : Cyril Francis Musgrove
- 1919–1939 : A.Claude Keeton

## Conservation du patrimoine
En juin 1973 l'glise est inscrite au Grade I sur la liste des monuments classés du Royaume-Uni.

## Titulaires
- 1863–1888 : Robert Henning Parr[10],[11]
- 1889–1917 : Charles Coleridge Mackarness[12],[13]
- 1961–1971 : Morris Maddocks
- 1991–2001 : Christopher Armstrong